# Saint-Charles (Nuevo Brunswick)
Saint-Charles es una parroquia canadiense situada en la provincia de Nuevo Brunswick.

## Superficie
Saint-Charles tiene una superficie de 175,07 km².

## Demografía
En 2021, tenía 2024 habitantes, una densidad poblacional de 11,6 hab./km², y 1025 viviendas.